# Tyiszelica
Tyiszelica (románul: Chisăliță), falu Romániában, Maros megyében.

## Története
Kisikland község része. A trianoni békeszerződésig Torda-Aranyos vármegye Marosludasi járásához tartozott.

## Népessége
2002-ben 12 lakosa volt, ebből 12 román nemzetiségű.

## Vallások
A falu lakói közül 12-en ortodox hitűek.